# Santa María Ribarredonda
Santa María Ribarredonda es una localidad y un municipio situados en la provincia de Burgos, comunidad autónoma de Castilla y León (España), comarca de La Bureba, partido judicial de Miranda de Ebro, ayuntamiento del mismo nombre.
Tiene un área de 11,01 km² con una población de 105 habitantes (INE 2007) y una densidad de 9,54 hab/km².

## Geografía

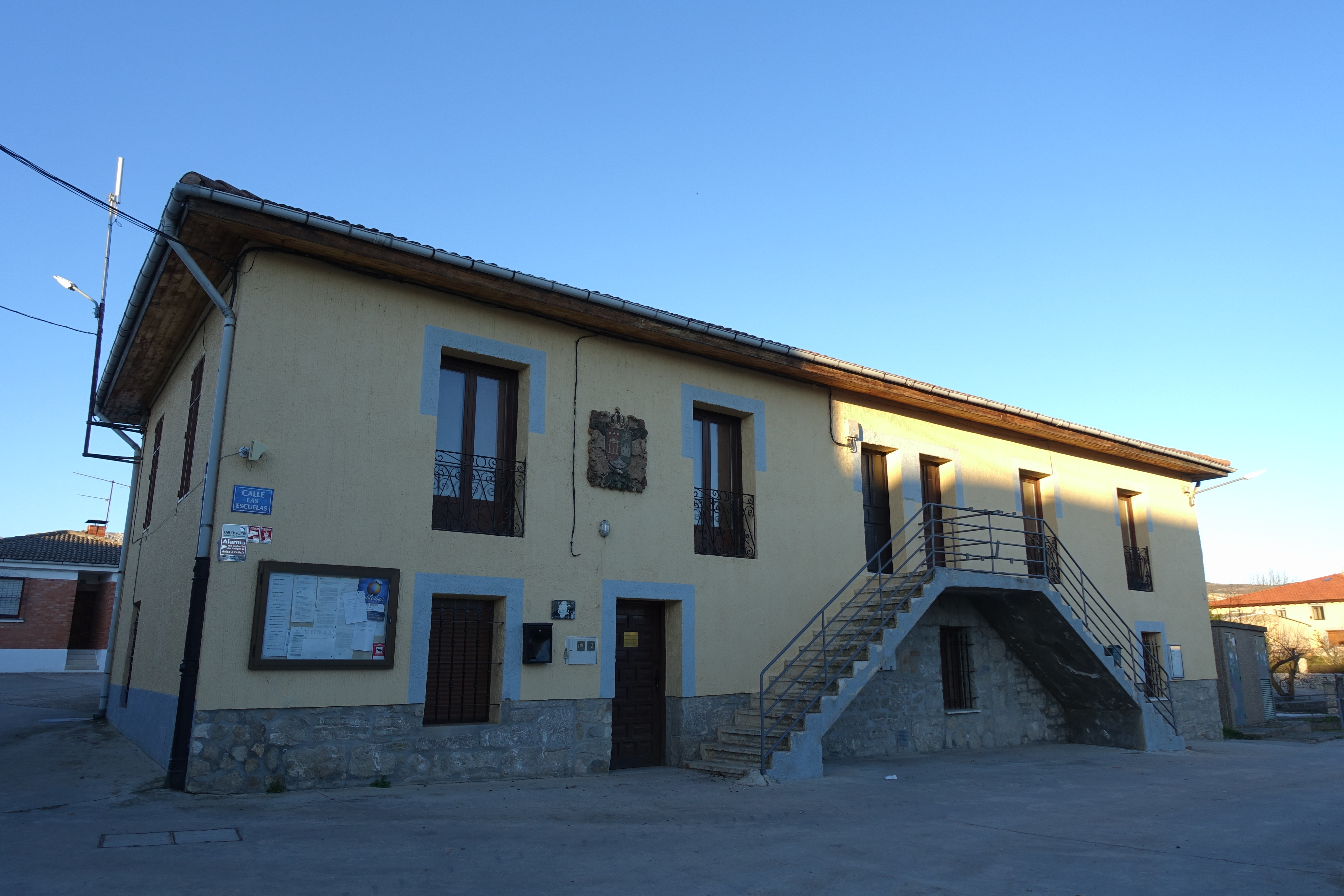
Casa consistorial

Integrado en la comarca de La Bureba, se sitúa a 57 kilómetros de la capital provincial. Su término municipal está atravesado por la carretera N-1 entre los pK 296 y 297 así como por la autopista A-1. 
El relieve del municipio es el característico de la gran llanura que supone buena parte de la comarca de La Bureba, encajonada entre sierras, cerca ya de los montes Obarenses. El río Oroncillo recorre el territorio, en el que desaguan el río Vallarta y el río Silanes. El pico más destacado es el cerro Santa Cruz (733 metros), aunque se alcanzan altitudes en el municipio de hasta 791 metros. El núcleo urbano se alza a 694 metros sobre el nivel del mar. 
| Noroeste: Cubo de Bureba y Miraveche | Norte: Miraveche        | Noreste: Villanueva de Teba      |
| Oeste: Cubo de Bureba                |                         | Este: Villanueva de Teba         |
| Suroeste: Zuñeda                     | Sur: Vallarta de Bureba | Sureste: Pancorbo y Valluércanes |

## Demografía
Santa María Rivarredonda cuenta con una población de 97 habitantes (INE 2024).
| Gráfica de evolución demográfica de Santa María Rivarredonda entre 1842 y 2021                                        |
| |
| Población de derecho según los censos de población del INE. Población de hecho según los censos de población del INE. |

| 1991 |  | 1996 |  | 2001 |  | 2004 |  | 2006 |
| ---- |  | ---- |  | ---- |  | ---- |  | ---- |
| 139  |  | 144  |  | 119  |  | 120  |  | 105  |

## Cultura

### Fiestas
- 1.er fin de semana de agosto: fiestas patronales.
- 2.º fin de semana de octubre: fiesta de Las Reliquias.

## Símbolos
El escudo municipal es partido. Primero, en gules, arco gótico florido, cobijando columna con base y capitel corintio, en oro; al jefe, puestos en faja, tres bezantes de oro. Segundo, en azur, lienzo de espadaña, de plata, de dos cuerpos, con tres campanillas, puestos uno y dos a su color; surmontada de hoz de plata cargada con tres espigas de oro. En punta, de plata, onda azur. Al timbre corona real cerrada.
La bandera municipal es cuadrada, 1:1 Verde en su campo. Al jefe, franja azul de 0´2, cargada con tres luceros puestos en faja; el 1.º de oro; el 2.º de plata y el 3.º de rojo, radiados a sus respectivos colores.

## Historia
Villa, denominada Santa María de Rivarredonda, en la Cuadrilla de Santa María de Ribarredonda, una de las siete en que se dividía la Merindad de Bureba perteneciente al partido de Bureba. jurisdicción de realengo con regidor pedáneo.
A la caída del Antiguo Régimen queda constituida en ayuntamiento constitucional del mismo nombre, en el partido de Miranda de Ebro en la región de Castilla la Vieja.
Así se describe a Santa María Ribarredonda en el tomo XI del Diccionario geográfico-estadístico-histórico de España y sus posesiones de Ultramar, obra impulsada por Pascual Madoz a mediados del siglo XIX:

Villa con ayuntamiento en la provincia, diócesis, audiencia territorial y capitanía general de Burgos (10 leguas), partido judicial de Miranda de Ebro (4); Situada en llano y clima frío, donde reinan con más frecuencia los vientos N, E y O, siendo las enfermedades dominantes las afecciones de pecho. Tiene 80 casas, entre ellas una consistorial, escuela de educación primaria a la que asisten 30 niños, cuyo maestro está dotado con 50 fanegas de trigo; una fuente extramuros y varias otras en el término, todas de buenas aguas; y últimamente una iglesia parroquial (la Asunción) servida por un cura párroco y un sacristán. Confina el término N Silanes y Villanueva del Conde; E el mismo Villanueva; S Vallarta, y O Cubo. El terreno es de buena calidad y se compone de tierra negra y cascajo, cruzando el término un río de escaso caudal, que nace en Silanes. Caminos: hay las carreteras que conducen de Madrid a Francia, y de Santander a Logroño, ambas en buen estado. La correspondencia se recibe de Cubo por valijero. Producciones: trigo, cebada, poco centeno y algunas legumbres; cría ganado lanar, vacuno para la labranza y algún mular; caza de codornices en muy corto número, y pesca de cangrejos muy escasa también. Industria: la agrícola y alguna que otra tienda de poco valor. Población: 95 vecinos, 390 almas. Capital productivo: 1.820.500 reales. Imponible: 167.557. Contribución: 13.991 reales 19 maravedíes. El presupuesto municipal asciende a 13.900 reales y se cubre con productos de varios arbitrios.
Diccionario geográfico-estadístico-histórico de España y sus posesiones de Ultramar

## Vecinos ilustres
- Lucas Ruiz de Ribayaz, gran musicólogo del siglo XVII.
- Eugenio Cemborain España (1846-1917), pedagogo y político.
- Hermenegildo González López, canónigo de la catedral de Burgos.